# 우에무라 아카리
우에무라 아카리(植村あかり, 1998년 12월 30일 ~ )는 일본의 여성 아이돌 그룹 전 Juice=Juice의 리더이다. 연예사무소 J.P ROOM 소속.

## 약력
헬로! 프로젝트의 팬 이라는 이모의 권유로 모닝구 무스메。9기 오디션을 받아 3차 심사에서 낙선. 이 오디션을 계기로 현지 오사카에서 연수생으로 댄스 교습을 시작했다.
2012년
- 3월 31일,「하로프로연수생 발표회 2013 ~3월의 생계란 Show!~」에서 첫 피로연.

2013년
- 2월, 하로프로연수생 내 유닛인「Juice=Juice」결성 멤버로 뽑혔다.

2021년
- 11월 24일, 요코하마 아레나에서 행해진「Juice=Juice Concert 2021 ~FAMILIA~」에서 3대 리더에 취임하는 것이 발표되었다.

2023년
- 8월 16일, 2024년 봄 투어를 기해 Juice=Juice와 헬로! 프로젝트를 졸업을 발표하였다[1].

2024년
- 6월 14일, 일본 무도관에서 행해진「Juice=Juice Concert Tour 2024 1=LINE 우에무라 아카리 졸업 스페셜」을 기해 Juice=Juice와 헬로! 프로젝트를 졸업.
- 8월 1일, 소속사 J.P ROOM에 이적.
- 11월 11일, M-line club에 가입.

## 인물
어른스럽게 외모와 달리, 마이 페이스로 천연인 성격이다.
헬로! 프로젝트에서 존경하는 멤버 모닝구무스메。의 사야시 리호. 그 이유는 "댄스와 노래를 잘하여, 끝내주니까..."
프로듀서 층쿠♂부터는 "Juice=Juice에게 이 아이는 몇 되네요. 어쨌든 중요한 때 인대를 손상시키거나 인플루엔자에 걸리거나, 정말 재미있는 열등생. 얼굴이 화려하기만 궁금해서 어쩔 수 없는 아이입니다. 무엇을 해도 멤버 중에서는 가장 마지막이지만, 그래도 그만큼 성장 현저함이 돋보입니다. 기대돼요." 등과 평가되고 있다.
Berryz코보의 쿠마이 유리나를 닮았다고 말하는 것이 있다.

## 출연

### 텔레비전
- 니시노카제 브란도 (2021년 10월 11일 ~ , MBS) - 카와무라 아야노와 함께 담당.

### 라디오
- 아키나의 주간 영 프라이데이 (2019년 10월 4일 ~ , MBS 라디오) - 레귤러
- 니시노카제 브란도 라디오 (2021년 10월 17일 ~ , MBS 라디오) - 카와무라 아야노와 함께 담당.

### 콘서트
- 하로프로연수생 발표회 2012 ~3월의 생계란 Show!~ (2012년 3월 31일, 니혼바시 미츠이 홀)
- 하로프로연수생 발표회 2012 ~6월의 생계란 Show!~ (2012년 6월 17일, 야마노 홀)
- 하로프로연수생 2012 발표회 ~9월의 생계란 Show!~ (2012년 9월 9일, 야마노 홀)
- 하로프로연수생 발표회 2013 ~3월의 생계란 Show!~ (2013년 3월 31일, 요코하마 BLITZ)
- 하로프로연수생 발표회 2013 ~봄의 공개 실력 진단 테스트~ (2013년 5월 5일, 나카노 선플라자)
- M-line Special 2021 ~Make a Wish!~ (2021년 3월 20일 · 11월 14일, NHK 오사카 홀, 4회 공연) - 게스트로서 출연.
- M-line Special 2022 ~My Wish~ (2022년 3월 23일, 19일, 일본 특수도업 시민회관 빌리지홀, 2회 공연 · 21일, 히로시마 JMS 아스테르 플라자 대홀, 2회 공연) - 게스트로서 출연.

### 무대
- 만약 국민이 총리를 선택하면 (2013년 4월 24일 ~ 30일, 전 노제 홀 스페이스 제로)

### DVD/Blu-ray
- Greeting ~우에무라 아카리~ (2014년 7월 19일) - e-LineUP! 한정 판매
- 아카리(あかり) (2015년 12월 16일, Hachama)
- Take It Early (2016년 8월 17일, Hachama)

## 서적

### 사진집
- 1st 솔로 사진집「AKARI」(2015년 10월 29일, 와니북스) ISBN 978-4-8470-4789-3
- 2nd 솔로 사진집「AKARIⅡ」(2016년 7월 25일, 와니북스) ISBN 978-4-8470-4852-4
- 3rd 솔로 사진집「AKARIⅢ」(2019년 1월 9일, 와니북스) ISBN 978-4-8470-8184-2
- 4th 솔로 사진집「Strelitzia」(2024년 5월 23일, 와니북스) ISBN 978-4-8470-8557-4

## 소속 유닛
- Juice=Juice (2013년 ~ )
- 사토노아카리 (2014년 ~ )

## 같이 보기
- 헬로! 프로젝트